# Müggelberge
Die Müggelberge (früher auch Müggelsberge genannt) sind ein bewaldeter Hügelzug mit Höhen bis zu 114,7 m ü. NHN im Südosten Berlins im Bezirk Treptow-Köpenick. Sie werden durch den Kleinen Müggelberg (88,3 m) und den Großen Müggelberg (114,7 m) dominiert. Die Müggelberge umfassen eine Fläche von rund sieben Quadratkilometern. Entstanden ist der Höhenzug im Eiszeitalter.

## Entstehung

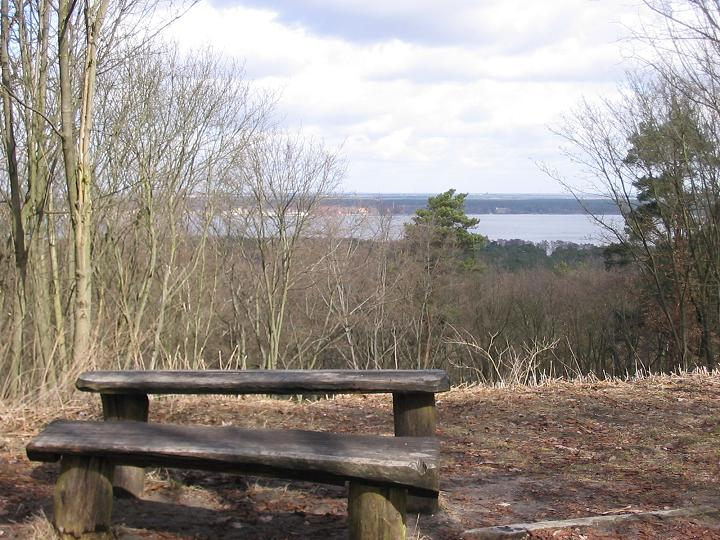
Blick vom Großen Müggelberg zum Müggelsee

Die Müggelberge sind, wie ganz Berlin und Brandenburg, von den aus Skandinavien vorstoßenden Gletschern während des Eiszeitalters geformt worden. Sie bestehen daher meist aus Schmelzwassersand und vereinzelt Geschiebemergel. Dabei sind die Müggelberge sowohl aus Ablagerungen der vorletzten Saale- als auch der jüngsten Weichseleiszeit aufgebaut. Die Ablagerungen, aus denen die Müggelberge bestehen, wurden durch den Eisdruck zum Teil intensiv gestört (gestaucht). Dennoch kann man die Müggelberge nicht als Endmoräne bezeichnen, da sie völlig isoliert wie eine Insel im Berliner Urstromtal liegen und keinen Sander besitzen. Wahrscheinlich entstanden die Müggelberge in ihrer heutigen Form beim Vorstoß des jüngsten Inlandeises und nicht beim Zurückschmelzen desselben.
Im Bereich nördlich der Müggelberge in Richtung Müggelsee liegt der Köpenicker Teufelssee. Eine Reliefdarstellung des Gebietes der Müggelberge findet sich in der Online-Geodatenauskunft des Vermessungsamtes Treptow-Köpenick.

## Großer Müggelberg

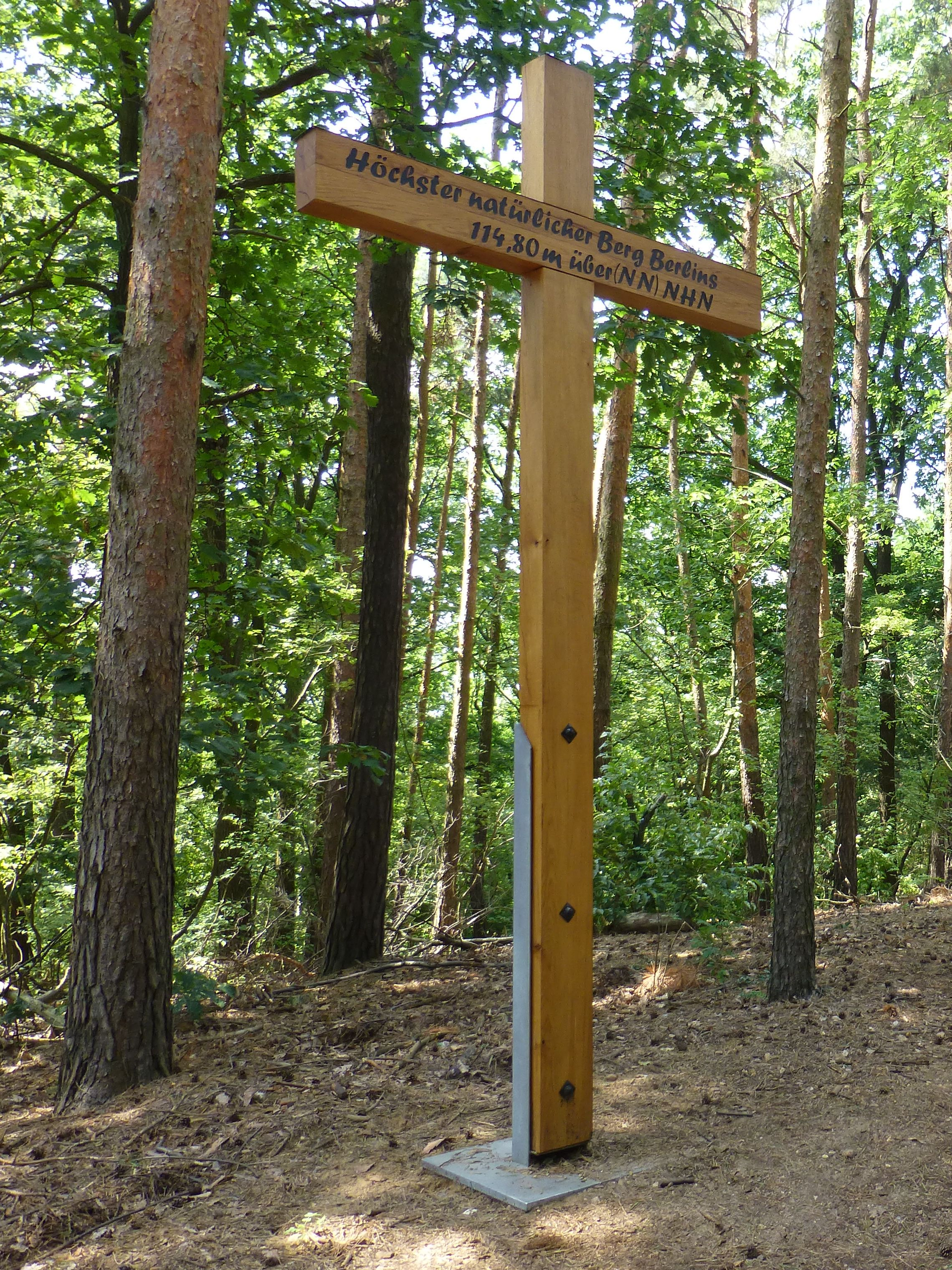
Gipfelkreuz auf dem Großen Müggelberg

Der Große Müggelberg ist die höchste natürliche Erhebung in Berlin. Die erste Höhenmessung führte im September 1846 Johann Jacob Baeyer durch. Er ermittelte durch trigonometrisches Nivellement eine Höhe von 58,748 in der von ihm genutzten Maßeinheit Toise du Pérou über dem Swinemünder Pegel (mittlerer Pegel der Ostsee bei Swinemünde); dies entspricht 114,51 m. 1901 wurde die Höhe mit 114,7 m ü. NHN gemessen. In der DDR erfolgte die Höhenangabe mit 115,4 m, wobei nicht bekannt ist, wann diese Messung erfolgte und auf welches Bezugssystem sie sich bezog. 2006 führte das Vermessungsamt Treptow-Köpenick eine Neuvermessung durch und ermittelte eine Höhe von 114,7 m ü. NHN, der seit 2000 in Deutschland anzuwendenden Bezugshöhe.
Auf dem Großen Müggelberg befinden sich der Stumpf des unvollendeten Fernsehturms Müggelberge sowie ein Mast für Sendezwecke.

## Kleiner Müggelberg

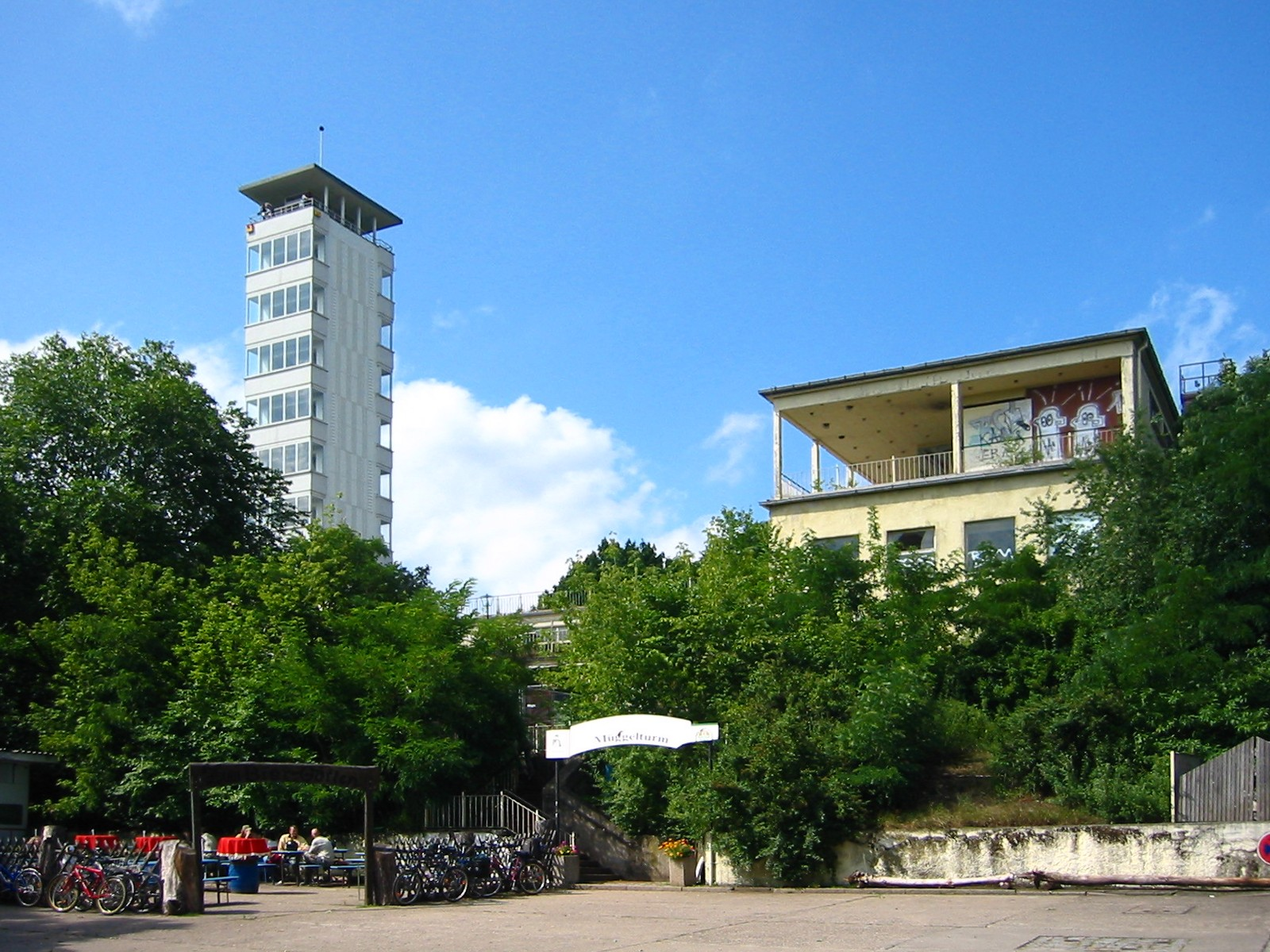
Aussichtsturm mit Restaurantruine

Auf dem Kleinen Müggelberg befindet sich der Aussichtsturm Müggelturm (Rundblick bis zu 50 km) und das Gebäude einer früher gut frequentierten Ausflugsgaststätte.
Baeyer ermittelte 1846 eine Höhe von 47,202 Toises bzw. 92,00 m für den höchsten Punkt. Die heute amtlich angegebene Höhe des Kleinen Müggelbergs beträgt 88,3 m ü. NHN.

## Kanonenberge

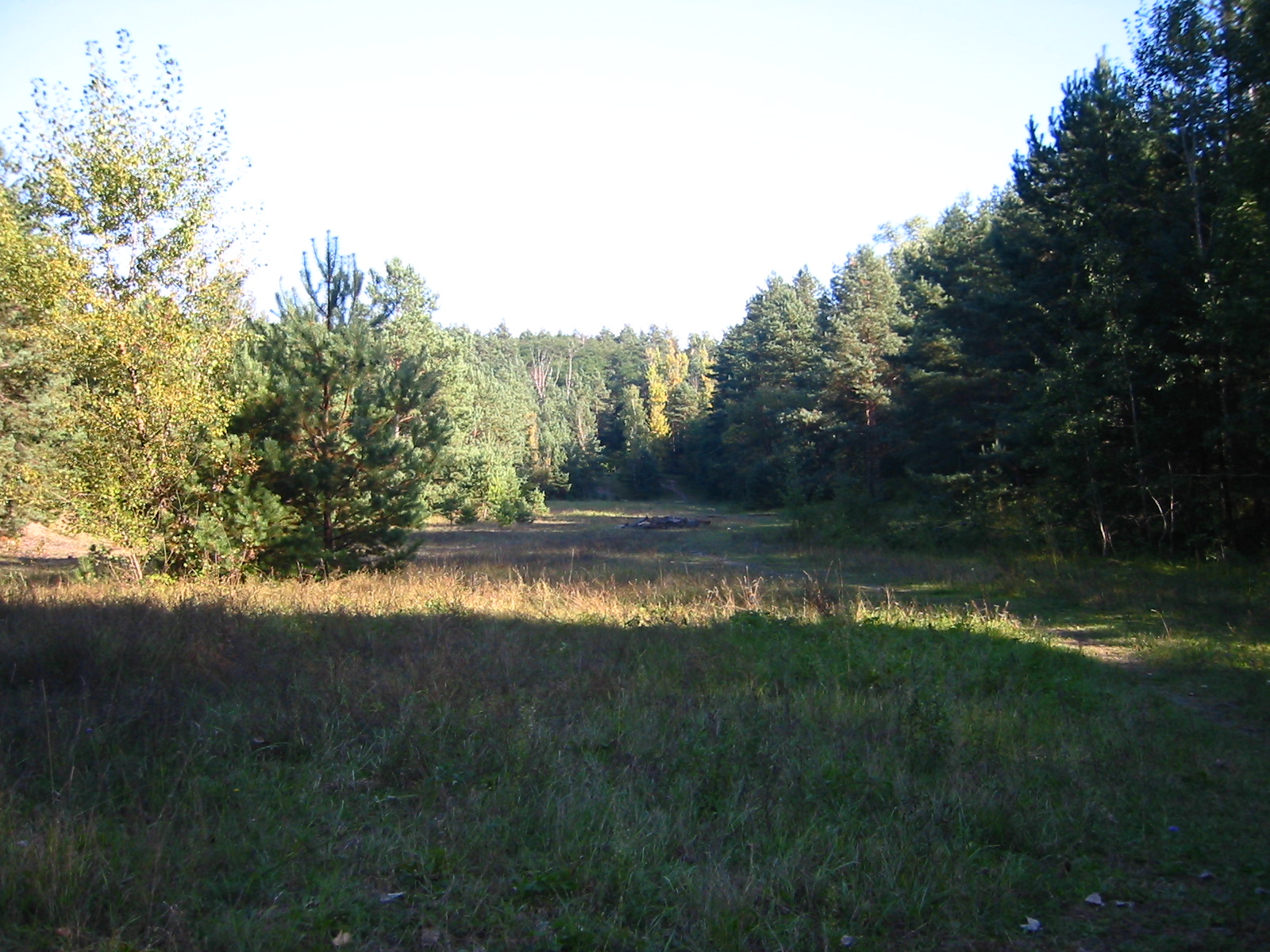
Die Sandschurre in den Kanonenbergen

Als Kanonenberge wird eine maximal 70,1 m ü. NHN hohe Erhebung, ursprünglich Kleiner Müggelberg genannt, in den nordwestlichen Ausläufern der Müggelberge bezeichnet. Im Jahr 1884 erhielt ein Bauunternehmer die Erlaubnis, dort Sand als Baumaterial für Berlin abzubauen. Diese Erlaubnis lief 1902 mit seinem Tode ab und wurde für die Erben nicht erneuert. Ab dieser Zeit taucht erstmals die Bezeichnung Kanonenberge auf. Während des Sandabbaus wurde dieses Gebiet als Sandschurre bezeichnet. Den Sand beförderte man über eine Seilbahn ans Ufer der Dahme und verlud ihn in Frachtkähne, wo heute die Gaststätte Schmetterlingshorst steht. In der ungefähr 250 m langen und knapp 80 m breiten verbliebenen Sandgrube, schossen die AEG zusammen mit dem Militär während des Ersten Weltkriegs Stahlkartuschen aus ihrer Rüstungsproduktion ein. Dieser große Lärm, der bis nach Köpenick zu hören war, führte bei der Bevölkerung in der Folge zu der Meinung, dass dies die Ursache für die Namensgebung war. Diese nimmt jedoch auf Artillerieübungen im 18. Jahrhundert in diesem Gebiet Bezug. Auch in der Zeit nach 1939 soll die Sandschurre wieder als Übungs- und Erprobungsplatz genutzt worden sein. Zwischenzeitlich fand in den 1930er Jahren noch eine Umgestaltung in ein Wander- und Naherholungsgebiet statt. Nach 1945 wurde in den Kanonenbergen nicht mehr geschossen, der Name blieb allerdings erhalten. In den Jahren um 1954 haben Motorradsportler der GST mit Maschinen des Typs AWO regelmäßig Geländefahrübungen durchgeführt. Die parkähnliche Anlage war damals noch deutlich erkennbar.
Das Loch der Sandschurre ist auch heute noch vorhanden und befindet sich keine 300 m von der Straße zum Müggelturm entfernt. Die Hänge sind inzwischen dicht mit Bäumen bewachsen, auf der Grundfläche ist sie weitgehend baumfrei. Ein paar Lagerfeuerstellen sind dort sichtbar und an den Hängen fahren Downhill-Mountainbiker über Sprungschanzen.
Auf dem Berg westlich über der Sandschurre legte man in den 1930er Jahren eine Aussichtsplattform an, die von 1990 an von Pflanzen überwuchert wurde. Sie wurde im Jahr 2006 wieder freigelegt und hergerichtet.

## Rodelbahn

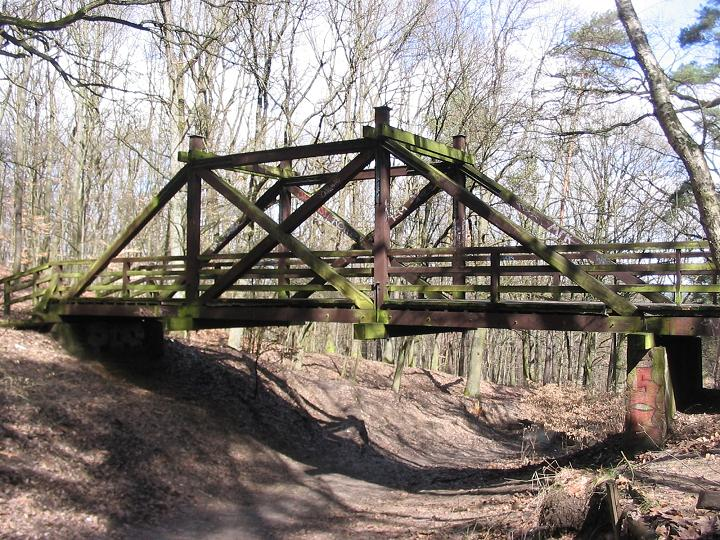
Holzbrücke über der ehemaligen Rodelbahn

Als Todesbahn wurde die künstlich angelegte Rodelbahn in den Müggelbergen bezeichnet. Sie führte vom Grat zwischen Großem und Kleinem Müggelberg bis zum Fuße des Teufelssees und wird in der Mitte von einer Holzbrücke überführt. Da sich im Berliner Umland nur wenige große Erhebungen befinden, stellte die Todesbahn einen beliebten Rodeltreffpunkt des Naherholungsgebietes Müggelberge dar. Die Bahn wurde 1992 geschlossen. Sie ist heute offizielles Fahrgelände eines Köpenicker Downhill-Vereins und beliebter Treffpunkt von Jugendlichen aus der Szene.

## Ehemalige Bismarckwarte

Einweihung 1904

Am 16. Oktober 1904 wurde auf dem Großen Müggelberg die 40 m hohe Bismarckwarte durch den am 25. Januar 1900 gegründeten Verein Bismarck-Warte zu Cöpenick e. V. eingeweiht. Der Architekt war Otto Rietz aus Schöneberg. Die Grundsteinlegung fand am 23. Mai 1903 statt und die Gesamtbaukosten betrugen 120.000 Mark (kaufkraftbereinigt in heutiger Währung: rund 986.000 Euro). Der Turm und die Bildhauerarbeiten wurde aus Rüdersdorfer Kalkstein mit Ziegelhintermauerung gefertigt.
Im Fuß des Turms befand sich eine Gedächtnishalle. Über dem Hauptportal der Gedächtnishalle thronte ein vier Meter hoher Löwe des Bildhauers August Gaul. Die Vorderseite des Turmes war durch einen brandenburgischen Adler des Bildhauers Max Meißner verziert.
Die Aussichtsplattform in 29 m Höhe konnte über zwei sich gegenüberliegende Eingänge an den Seiten des Turmes über zwei Treppen mit jeweils 166 Stufen erreicht werden. Eine nicht öffentlich zugängliche Wendeltreppe führte von der Aussichtsplattform zur Spitze der Warte, auf der eine Feuerschale angebracht war. Über ein spezielles System konnte in ihr eine bis zu 18 m hohe Flamme erzeugt werden. Während der gesamten Olympischen Sommerspiele 1936 brannte in der Feuerschale ein von Berliner Schülern in die Müggelberge gebrachtes Feuer.
Kurz vor Ende des Zweiten Weltkriegs wurde die Bismarckwarte am 22. April 1945 von einer deutschen Volkssturmeinheit gesprengt, um den anrückenden sowjetischen Truppen keine weithin sichtbaren Punkte zur Orientierung beim Marsch auf Berlin zu geben. Heute liegen Überreste des Turmes am Nordhang des Berges.
Heute befindet sich an der Stelle der unvollendete Fernsehturm Müggelberge.

## Die Müggelberge in der Literatur
In Wilhelm Grothes Version der Schildhornsage fand in den Müggelbergen im Gründungsjahr der Mark Brandenburg 1157 die Bekehrung des Slawenfürsten Jaxa von Köpenick statt, nachdem sich Jaxa auf der Flucht durch die Havel mit Gottes Hilfe hatte vor Albrecht dem Bären retten können. Die gängigen Versionen der Volkssage nennen das Schildhorn als Ort Jaxas Bekehrung.
Auch Theodor Fontane beschreibt in seinen Wanderungen durch die Mark Brandenburg aus dem Jahr 1880 die Müggelsberge mit epischer Kraft: „Sie liegen da wie der Rumpf eines fabelhaften Wassertieres, das hier in sumpfiger Tiefe zurückblieb, als sich die großen Fluten der Vorzeit verliefen“.

„Müggelberge, im Teltowschen Kreise, 1⁄2 Meile östlich hinter Köpenick, am gleichnamigen See gelegen, und südlich von der Wendischen Spree bespült, sind die höchsten Höhen in der Nähe Berlins, 350 Fuß hoch, bilden eine aneinanderhängende Kette von waldigen Höhen, die einen überraschenden Umblick in die Gegend gewähren und deshalb des Besuchs jedes Fremden werth sind.“